# エピメテウス (小惑星)
エピメテウス (1810 Epimetheus) は小惑星帯に位置する小惑星。パロマー天文台のトム・ゲーレルスと、ライデン天文台のファン・ハウテン夫妻が発見した。
ギリシア神話に登場するティーターン（タイタン）の1人であったエピメーテウスに因んで命名された。なお、土星の衛星にも同名のエピメテウスがある。